# Ferdinand Riefler
Ferdinand Riefler (* 4. Dezember 1897 in Wien; † 18. Mai 1975 in Hollabrunn) war ein österreichischer Politiker (ÖVP) und Postbeamter. Riefler war von 1945 bis 1949 Abgeordneter zum Landtag von Niederösterreich.
Riefler war beruflich als Postbeamter und Chefredakteur der Volkspresse tätig. Er war während der Herrschaft der Nationalsozialisten zwei Jahre inhaftiert und erhielt danach „Gauverbot“ in Wien. Er übersiedelte in der Folge in die Heimatgemeinde seiner Ehefrau Obritz und musste seinen Militärdienst ableisten. Nach dem Zweiten Weltkrieg wurde Riefler am 12. Dezember 1945 als Abgeordneter zum Niederösterreichischen Landtag angelobt, jedoch am 28. August 1946 von der sowjetischen Besatzungsmacht verschleppt und zu vier Jahren Arbeitslager verurteilt. Er wurde in die Sowjetunion gebracht und kehrte nach sechs Jahren am 27. Juli 1952 zurück. Als Gründe für seine Verhaftung gab Riefler nach seiner Rückkehr seine Reden und die Sicherstellung eines Buches mit dem Titel „Der deutsche Bauernkrieg“ aus seinem Besitz an, wobei er seine Erlebnisse in dem autobiographischen Werk „Verschleppt – Verbannt – Unvergessen“ verarbeitete. Sein Mandat wurde für Riefler bis zum Ende der Gesetzgebungsperiode, dem 5. November 1949 freigehalten.